# Чудна висока кућа у измаглици
„Чудна висока кућа у измаглици” (енгл. The Strange High House in the Mist) је приповетка америчког писца Хауарда Филипса Лавкрафта, написана 9. новембра 1926. и објављивана у октобру 1931. у часопису Weird Tales. 

## Радња
Томаса Олнија, „филозофа” који је са породицом у посети Кингспорту у Масачусетсу, заинтригира чудна кућа на литици која гледа на океан. Необјашњиво је висока и стара, а мештани се генерацијама плаше тог места које нико њима познат није посетио. Уз велике муке, Олни се пење уз стену, долази до куће и упознаје мистериозног човека који тамо живи. Једина врата се отварају директно на стрму литицу, дајући приступ само магли и „провалији”. Житељ куће му преноси архаично предање, након чега се сусреће са натприродним ентитетом, јер Олни није једини посетилац тог дана. Следећег дана се враћа у Кингспорт, али чини се да је оставио свој дух у чудној, удаљеној кући.

## Инспирација
Енциклопедија Х. Ф. Лавкрафта сугерише да је прича можда инспирисана Хроникама Родригеза лорда Дансенија, у којима се чудни призори могу видети из чаробњакове куће на стени. Један модел за окружење била је Мадер Ен, камена формација на обали у близини Глостера у Масачусетсу.

## Повезана дела
Кингспорт, који се помиње у неколико Лавкрафтових прича, први пут је споменут у приповеци „Ужасни старац” (1920). Насловни лик те приче појављује се и у „Чудној високој кући у измаглици”, где старац помиње да се кућа налазила на литици још када је његов деда био дечак, што главни јунак коментарише: „То мора да је било пре неизмерно много година”.
Прича се позива на келтског бога Ноденса, који се такође појављује у Сновитој потрази за незнаним Кадатом. Огаст Дерлет је касније укључио овај ентитет у Ктулу митове као вођу старијих богова. У истом пасусу у „Чудној високој кући”, Лавкрафт помиње и долазак бога Нептуна, али ово римско божанство нису на сличан начин усвојили лавкрафтовски писци.
Човек из куће помиње Атлантиду, која се такође помиње у приповеци „Храм” као објашњење мистериозног подводног града. Такође помиње планину Хатег-Кла и град Ултар из прича „Други богови” и „Мачке Ултара”.

## Пријем
Причу је првобитно одбио часопис Weird Tales када му је понуђена у јулу 1927. године. Две године касније, Лавкрафт је дозволио В. Полу Куку да је објави у другом броју часописа The Recluse, али када је постало јасно да се то издање никада неће појавити, поново ју је послао у Weird Tales, који ју је прихватио, плативши му 55 долара. Роберт Лаундс назвао је „Чудну високу кућу у измаглици” једном од Лавкрафтових „најбољих приповедака”.